# Wagalek
Wagalek (nep. वागालेक) – gaun wikas samiti w zachodniej części Nepalu w strefie Seti w dystrykcie Doti. Według nepalskiego spisu powszechnego z 2001 roku liczył on 715 gospodarstw domowych i 3717 mieszkańców (1831 kobiet i 1886 mężczyzn).